# Микола Денько
Микола Денько (29 листопада 1905, Босько — 14 квітня 1991, Краків) — український греко-католицький священник, доктор філософії, в'язень польських комуністичних тюрем; душпастир українців греко-католиків у Кракові.

## Життєпис
Народився 29 листопада 1905 року в Боську в сім'ї Івана Денька і його дружини Розалії. Навчався у Державній гімназії Королеви Софії в Сяніку, де склав іспит зрілості 18 травня 1926 року. Після закінчення гімназії вступив до греко-католицької духовної семінарії в Перемишлі, а потім був призначений на навчання до Рима. У Римі проживав в Українській Папській колегії святого Йосафата (прибув на студії 14 листопада 1926, а виїхав з колегії 6 липня 1932), а навчався в Урбаніанському університеті (1926—1928), де здобув докторат з філософії (27 червня 1928) , та в Університеті Анджелікум, де здобув ліценціат з богослов'я. Висвячений 18 жовтня 1931 року в Римі.
Після римських студій о. Денько повернувся до Перемишля, де став викладачем та духівником у місцевій греко-католицькій духовній семінарії. З 1939 року був каноніком Перемишльської греко-католицької капітули. Німецьку окупацію перебув у Перемишлі.
На рубежі 1945 та 1946 років виїхав (завдяки чому уникнув депортації до СРСР) на лікування до Кракова, де допомагав у місцевій греко-католицькій парафії. Також уникнув арешту в травні 1947 року, коли комуністичні органи безпеки організували «котел» у приміщенні парафії, і протягом наступних п'яти років переховувся як капелан у жіночих римо-католицьких монастирях поблизу Варшави. Підтримував контакти з іншими греко-католицькими священниками.
Отець Микола Денько був заарештований у 1952 році і засуджений у 1953 році військовим окружним судом Варшави до 12 років ув'язнення, втрати громадських прав на 5 років та конфіскації всього майна (разом з ним були засуджені отці василіяни Павло Пушкарський та Пасив Шевага). За амністією вирок було зменшено до 8 років позбавлення волі. Утримуваний у в'язницях Варшави, Штума, Равича та Вронок. Звільнений у 1956 році.
Після звільнення з в'язниці він майже рік лікував своє здоров'я, пошкоджене ув'язненням, а потім приїхав до Кракова, де розпочав відновлення греко-католицької парафії, що закінчилося з половиною успіху. Навесні 1958 року він почав служити Літургії в греко-католицькому обяді в каплиці св. Дороти в костелі святої Катерини (ці обов'язки він виконував упродовж 33 років). У той же час, через кілька років, він розпочав служити недільні Богослужби у Катовицях, а іноді і в інших греко-католицьких парафіях по всій Польщі.
Помер 14 квітня 1991 року в Кракові, похований 18 квітня 1991 року на головному кладовищі в Перемишлі, у горбівці греко-католицької капітули на цвинтарі по вул. Словацького в Перемишлі.

## Вшанування пам'яті

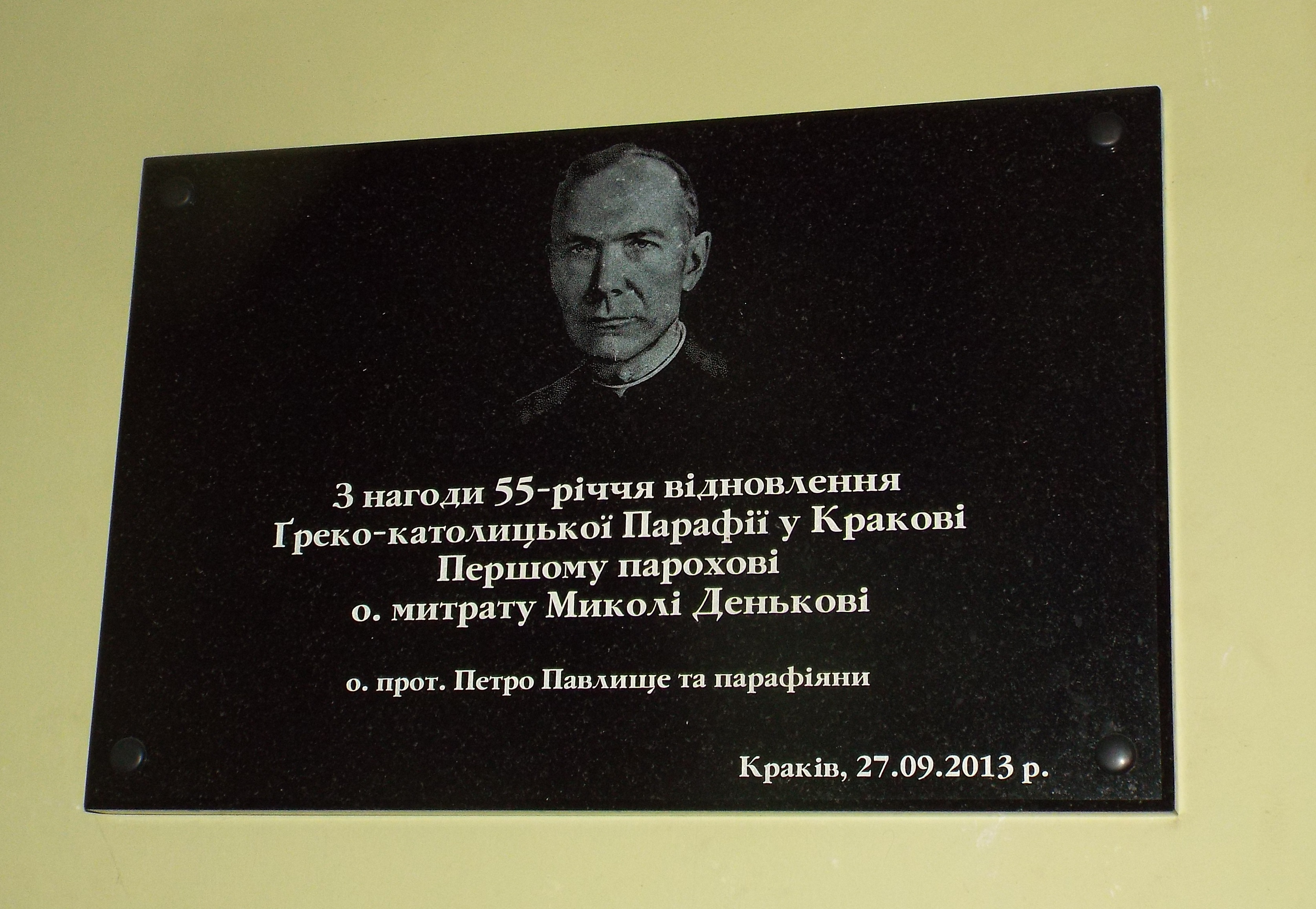
Меморіальна дошка отцю Миколі Деньку. Краків, церква Воздвиження Святого Хреста. Фото 2021 р.

В 2013 р. у церкві Воздвиження Святого Хреста у Кракові настоятелем о. Петром Павлище та парафіянами встановлено моморіальну дошку в пам'ять про о. Миколу Денька.